# Z 14
Zbrojovka Z 12, Z 13 a Z 14 byly závodní speciály, jejichž základ vznikl v Československé Zbrojovce v Brně. Úspěchy sériových nebo podle dnešních hledisek upravených sériových vozů vedly brněnské konstruktéry ke stavbě závodního automobilu. V případě Z 14 se jednalo pravděpodobně o první československý monopost.

## Vznik a vývoj

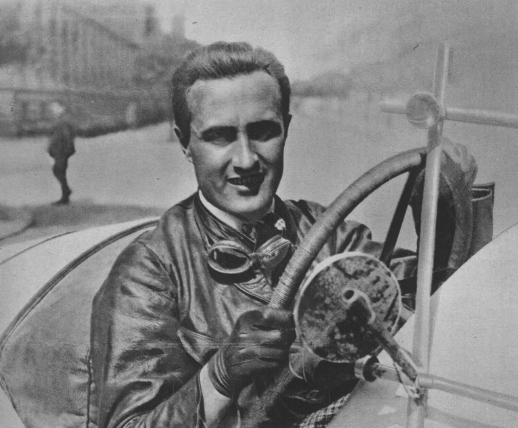
Automobilový závodník Karel Divíšek na Z 18 Sport (1927)

Prvním pokusem o stavbu závodních automobilů brněnské Zbrojovky byly prototypy Z 6V a Z 4V z let 1927-1929, které zkonstruoval ing. František Mackrle. Přes nadějné výsledky především v krátkých závodech automobilů do vrchu (Brno-Soběšice, Schöber, Knovíz-Olšany, Ecce Homo atd.) nebyl tento projekt příliš úspěšný. V roce 1927 vznikl i prototyp závodního automobilu Z 12 a existoval pouze jediný kus. Tento automobil byl zrekonstruován v roce 1926 a vyroben 1927. Po neúspěchu s upravenými prototypy ing. Vladimírem Součkem na Velké ceně národů na Nürburgringu (1929) a i po tragické nehodě Bedřicha Soffera (1928) Zbrojovka celý projekt Z 6V/Z 2 a Z 4V zastavila. Zbrojovka vyrobené prototypy prodala soukromým jezdcům. Ještě na podzim 1929 Karel Divíšek na Z 4V zvítězil v kategorii závodních automobilů do 1100 cm³ v závodě do vrchu Ecce Homo a současně vytvořil traťový rekord pro tuto kategorii. V celkovém hodnocení závodních vozů obsadil 4. místo. V roce 1930 byly dva vozy Zbrojovky přihlášeny na 1. ročník závodu na Masarykově okruhu. Ernst (Arnošt) Procházka na typu Zbrojovka Z-S30 s novým dvouválcovým, čtyřpístovým motorem M8 o objemu válců 985 cm³ a Karel Divíšek na typu Zbrojovka Z 13 s novým čtyřválcovým, osmipístovým motorem M15 o objemu válců 1444 cm³.

## Motor a karoserie
Původní prototyp Z 12 (1927) měl řadový, čtyřválcový motor o zdvihovém objemu 1500 cm³ o výkonu 34,3 kW/46 k. Další motor M8 (1930) pro původní Z 4V na žádost Karla Divíška zkonstruoval ing. Vladimír Souček (1898–1967), který nastoupil do Zbrojovky po odchodu ing. Mackrleho. Jednalo se o dvoudobý čtyřpístový podélný dvouválec (dvojče) s vrtáním válců 56 mm a zdvihem 100 mm, což dávalo zdvihový objem 985 cm³. S přeplňováním mechanickým kompresorem Roots, který byl poháněn od předního konce klikového hřídele, dosahoval motor výkonu 34–38 kW/46–52 k při 3600 ot/min. Vůz dosahoval rychlosti max. 135 km/h. Motor měl 2 spalovací prostory systému Carelli. Motor měl kluzná hlavní i ojniční ložiska a tlakové mazání. Aby bylo možné dosáhnout nesymetrického rozvodu, zajišťovaného hranami pístů, byly čepy ojnic sousedních pístů (se společným spalovacím prostorem) navzájem pootočeny. Příslušenství motoru zahrnovalo bateriové zapalování Bosch (6V) se dvěma cívkami, karburátor Amal 35, termosifonové chlazení a startér Bosch (0,6 k). Typově byl vůz s tímto motorem M8 označen jako Z-S30. Závodní vůz Z-S30 z roku 1929 s použitím původních dílů zrekonstruoval doc. Karel Jaroš. Nedostupný původní motor nahradil přeplňovaným litrovým dvouválcem, užívaným v závodních vozech Z-18 Sport. Pod tímto názvem (Z-18 Sport) je dochovaný automobil vystavován, jako např. při motoristické show Sosnová Classic v květnu 2023.

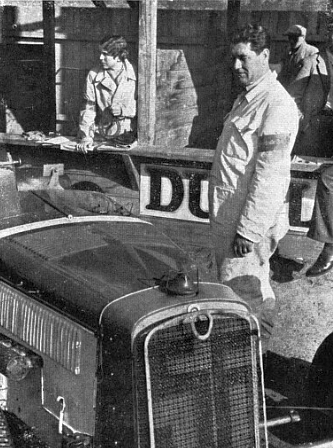
Fr. Hošťálek, dvousedadlová Z 13 (Brno 1934)

Ještě v roce 1930 zkonstruoval ing. Souček další motor M15, nový dvoudobý čtyřválec s příčně podvojnými válci (de facto řadový osmiválec). S vrtáním válců 50 mm a zdvihem 92 mm činil zdvihový objem 1444 cm³. Každý z válců měl na rozvidlené ojnici 2 písty se společným spalovacím prostorem systému Carelli, z nichž jeden řídil sání a druhý výfuk. Směs benzínu s olejem (1,5 %) z karburátoru Amal 35 nasával do motoru kompresor Roots. S přeplňováním dosahoval výkonu 77 kW/105 k při 5400 ot/min. Na motor navazovala přes spojku čtyřstupňová převodovka. Pokud motor pracoval správně, byl schopen udělit závodnímu vozu rychlost až 190 km/h. Závodní speciál Z 13 měl jednoduchý podvozek nízké stavby (silně inspirovaný vozem Bugatti 35), drátová kola s centrální maticí (později u Z 14 paprsková litá, odlitá vcelku s brzdovými bubny). a jednoduchou doutníkovou karoserii (bez dvířek) z hliníkového plechu. Motor byl uložen podél za přední nápravou a poháněl zadní nápravu. Pro snížení těžiště byl obdélníkový rám z podélných U-profilů a příčných trubek zavěšen pod oběma tuhými nápravami. Odpružení zabezpečovala listová pera, vpředu půleliptická a vzadu čtvrteliptická. Vůz byl osazen pneumatikami 4,50x13" vpředu a 5,50x13" vzadu. Dvoumístný vůz byl označován jako Z 13.
V roce 1933 vůz odkoupil od Zbrojovky automobilový závodník František Hošťálek a pro sezonu 1935 jej překarosoval na jednomístný monopost. V tomto provedení byl vůz označován jako Z 14. Ze tří či čtyř vyrobených vozů Z 13/Z 14 se dochovalo jediné šasi, které je dnes součástí sbírek NTM.

## Sportovní úspěchy
Den 28. září 1930 byl významně zapsán v dějinách československého automobilového sportu. To se uskutečnil závod automobilů na novém okruhu u Brna. Závod na 17 kol (495,4 km) uspořádal Československý automobilový klub pro Moravu a Slezsko (ČAMS) na novém, Masarykově okruhu. V roce 1930 byli k I. ročníku závodu Voiturette (do 1,5 l) na Masarykově okruhu přihlášeni Otto Lukáš a Arnošt (Ernst) Procházka se Zetkami Z-S30 a Karel Tunal Divíšek se Z 13 (1,5 l, 2x4 písty). Divíšek však v tréninku před závodem havaroval a vůz s motorem M15 poškodil. Byl potom "přidělen" jako rezervní jezdec pro Procházku v menším voze S30 se slabším dvoutaktním čtyřválcem M8. Otto Lukáš také při tréninku havaroval v Pisárkách, a proto do závodu odstartoval jediný zbrojovácký automobil. Do závodu, kterému přihlíželo 80–100 tisíc diváků (zdroje se různí), v něm odstartoval Arnošt Procházka. Po 3.kole byl v průběžném pořadí na 6. místě. Po vystřídání odjezdil zbytek závodu Karel Divíšek. K nebezpečné situaci došlo ve 12. kole, když ing. Frankl na BMW po vyjetí z trati couval zpět. Z poloviny silnici zatarasil, když se rychle blížil Divíšek na Zetce. Brněnský jezdec však neztratil duchapřítomnost a projel hladce kolem BMW po vnějším okraji dráhy. Po 12. kole jezdil Divíšek jako čtvrtý v pořadí. Posádka A. Procházka/T. Divíšek (st. č. 52) sice závod dokončila v čase 5:59:37,7 h (průměrná rychlost 82,5 km/h), ale nebyla klasifikována, protože závod dokončila po časovém limitu (do 45 minut po vítězi). Jinak by Procházka s Divíškem skončili v třídě Voiturette do 1,5 l na 3. místě. Nicméně se Divíšek stal prakticky prvním jezdcem s vozem československé výroby, který závod v Brně dokončil. Vítězem závodu se v čase 5:07:42,8 h stal rakouský hrabě Maximilian zu Hardegg von Settenberg na Bugatti T37A, za kterým Procházka s Divíškem zaostali o necelých 52 minut.

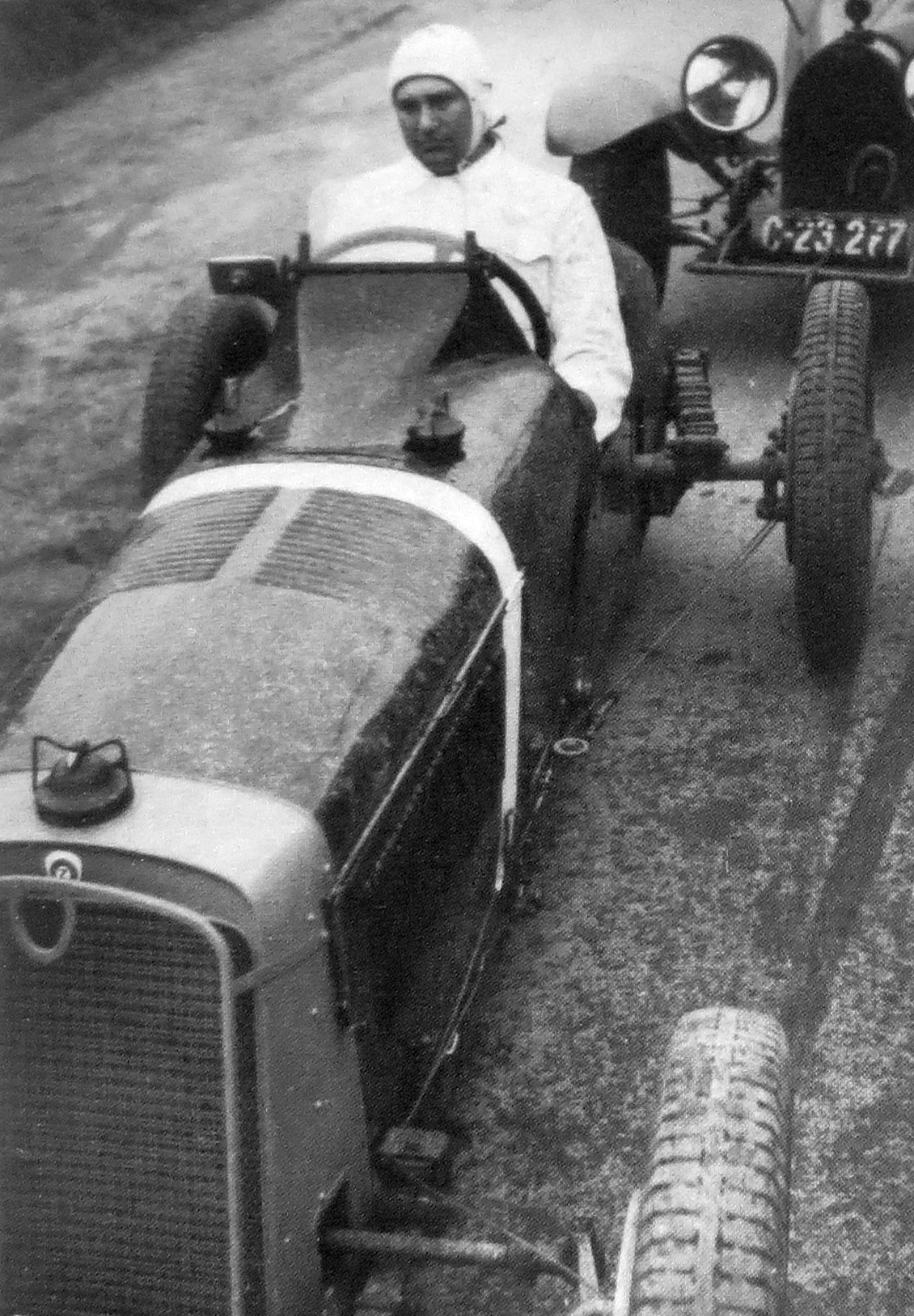
Fr. Hošťálek, monopost Z 14 (Jenerálka 1935)

V roce 1931 byly přihlášeny na 2. ročník Masarykova okruhu (27. září) 3 vozy Z 13 s osmipístovými motory M15. Arnošt Procházka-Josef Mamula (st. č. 52), Otto Lukáš-Karel Vlašín (st. č. 54) a Antonín Kahle, který se ale na startu pro nemoc neobjevil. Lukáš na Z 13 jel prvních 5 kol na 9. resp. 10. místě, ale v 6. kole naboural v Lískovci pro mechanickou závadu brzd a odpadl. Jiný zdroj uvádí, že to bylo v zatáčce "U lomu" tedy za Kohoutovicemi. Není to podstatné, protože po nehodě musel odstoupit ze závodu. Procházka odstartoval se zpožděním pro potíže s elektrickým kabelem a krátce po startu přetrhl lanka brzdového systému. Vystřídal jej Mamula (jedoucí pak jen na ruční brzdu) a byl v prvních 5 kolech jedenáctý, pak desátý a jak jezdců ubývalo, osmý a sedmý. Odjel však jen 13 kol z požadovaných 15. V posledním zahájeném 14. kole musel Mamula na trati zastavit, protože diváci po dojetí vítěze silnější kategorie Louise Chirona na Bugatti T51 zaplavili trať a nedojel i proto v limitované době.
Závod, kterému podle odhadů přihlíželo 100-150 tisíc diváků, sice Mamula dokončil po 13. kole jako sedmý, ale klasifikován nebyl pro překročení časového limitu. V závodě do 1,5 l zvítězil krnovský továrník Florian Schmidt na Bugatti T37A. Automobilní oddělení Zbrojovky se po neúspěších z let 1930–1931 rozhodlo ukončit oficiální účast továrny na okruhových závodech, přestože Čs. Zbrojovka za vůz řízený A. Procházkou a J. Mamulou získala čestnou cenu místopředsedy ČAMS dr. O. Šulce pro čs. vozidlo za 13 kol ujetých v čase 5:24:13,16 h. Řidič tohoto vozu získal též cenu firmy Petrolea 5000 Kč za nejlepší výkon čs. jezdce na čs. vozidle v tomto závodě. Tovární vozy byly opět prodány do soukromých rukou a šéfkonstruktér Zbrojovky ing. Vladimír Souček byl i za konstrukci nepříliš povedeného typu Z 9 propuštěn.

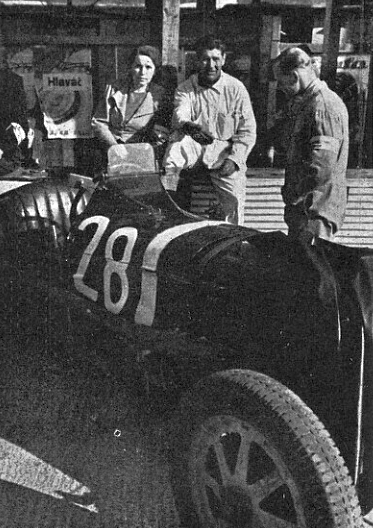
Fr. Hošťálek, monopost Z 14 (Brno 1937)

V roce 1932 na těchto vozech Z S30 se slabšími motory 985 cm³ startovali František Hošťálek a Karel Divíšek 12. června na IV. ostravském okruhu. V kategorii do 1000 ccm obsadili prvá dvě místa, v pořadí Hošťálek-Divíšek. Do III. ročníku závodu na Masarykově okruhu se přihlásil František Hošťálek (st. č. 60) se Z 13 (1,5 l), ale ani on neměl v Brně štěstí. Odpadl pro poruchu motoru po 8. kole z 15 vypsaných.
V roce 1933 startovali na 4. Masarykově okruhu (17. září, 15 kol, 437,1 km) na Zetkách Karel Vlašín (st. č. 52) a Václav Trumpeš (st. č. 82) se slabšími čtyřpístovými dvouválci Z S30. Vlašín odpadl ve 3. kole pro havárii, ale Trumpeš obsadil v kategorii Voiturette 6. místo v čase 4:51:51,2 h.
O další rok později (30. září 1934) se Františku Hošťálkovi na Z 13 (st. č. 56) podařilo po dramatické jízdě 5. ročník závodu v Brně dokončit na klasifikovaném místě. Obsadil v pořadí třídy Voiturette po 15 předepsaných kolech (437,1 km) 6. místo v čase 4:09:27,6 h. Hošťálek měl během závodu několikrát "namále", v 5. a 6. kole vyjel v Pisárkách z trati, v 10. kole udělal v Žebětíně hodiny a ve 12. kole urazil v ostrovačických zatáčkách patník. Hošťálek získal za své umístění bronzovou plaketu pořádajícího autoklubu ČAMS, Čestnou putovní cenu MNO a AKRČs za nejlepší výkon čs. jezdce na stroji čs. výroby a finanční odměnu 10 000 Kč od firmy Baťa pro čs. jezdce na pneumatikách Baťa. Na dalším stroji Z 13 startoval v tomto závodě Václav Trumpeš (st. č. 38), nedojel však do cíle, když ve 4. kole odpadl pro poruchu chlazení. Vítězem skupiny Voiturette stylem start-cíl za přítomnosti 200 000 diváků se stal Giuseppe Farina na Maserati 4CM, pozdější první mistr světa ve formuli 1 (1950).
V roce 1935 zahájil Fr. Hošťálek sezonu s jednosedadlovou Zetkou Z 14 na závodu do vrchu Jenerálka v Praze, který uspořádal Svaz závodníků AKRČs. V závodních automobilech do 1500 cm³ obsadil 4. místo, když prvá tři místa obsadili jezdci Schmidt, Vaníček a ing. Weinfurter na Bugatti. Na Velké ceně Masarykově (29. září 1935) odjel Hošťálek se st. č. 54 jen 12 kol (z 15) a pak odstoupil pro poruchu brzd. Při posledním startu na brněnském Masarykově okruhu 26. září 1937 (v roce 1936 se závod nekonal) jezdil Fr. Hošťálek na typu označeném jako Z 14 (st. č. 28). V brněnském závodě se mu jako obvykle příliš nedařilo a do cíle pro mechanickou poruchu nedojel. Tento závod slabší kategorie byl poprvé označen jako Velká cena Brna, zatímco hlavní závod se již podruhé jel jako Velká cena Masarykova. Zřejmě posledním Hošťálkovým předválečným startem na voze Z 14 byl 6. ročník Krakonošova okruhu, který se jel 31. července 1938. V třídě závodních vozů do 1,5 l František Hošťálek odpadl již v 1. kole.
Po válce se Hošťálek zúčastnil v kategorii závodních automobilů do 1500 ccm Velké ceny města Prahy na tzv. Motolském okruhu 16. června 1946 (30 kol/136,8 km). Zajímavé závody sledovalo 100 000 diváků, mezi nimiž byl i ministr informací Václav Kopecký a také náčelník Hlavního štábu československé branné moci armádní generál Bohumil Boček. František Hošťálek vyhrál na voze Z svoji třídu a v celkovém pořadí bez rozdílu kubatur skončil na 2. místě za kpt. Ivanem Hodáčem na BMW 328 (šestiválec 1991 cm³). Ten vyhrál třídu přes 1,5 l. Se Z 14 s kompresorem potom závodil Josef Tvrdík z Prahy. Na Ecce Homo v říjnu 1950 obsadil 6. místo a na témže okruhu v roce 1952 v závodních vozech se postavil na stupně vítězů (3. místo).

## Galerie

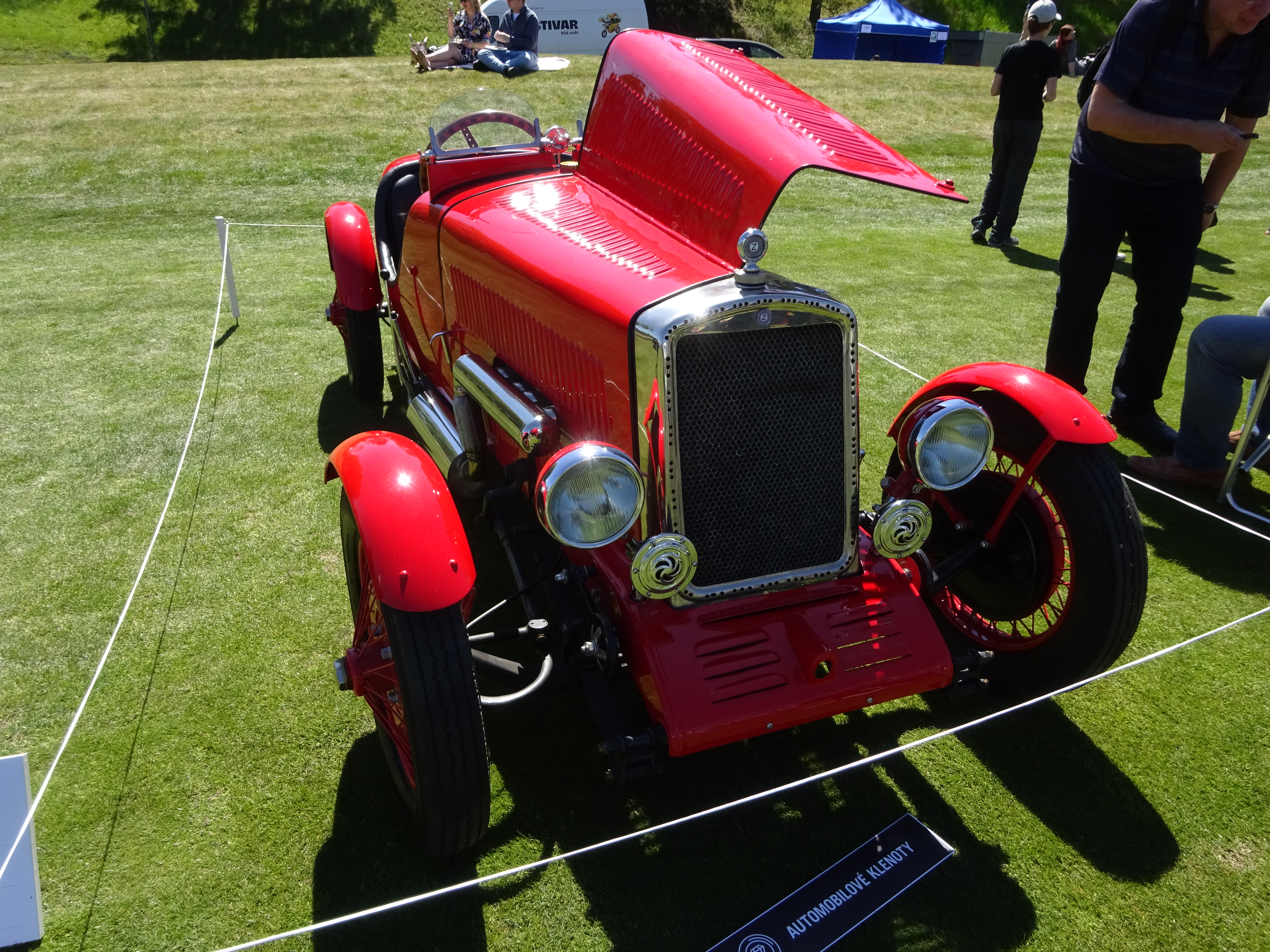
Zbrojovka Z 12 Sport (1927), Automobilové klenoty 2024
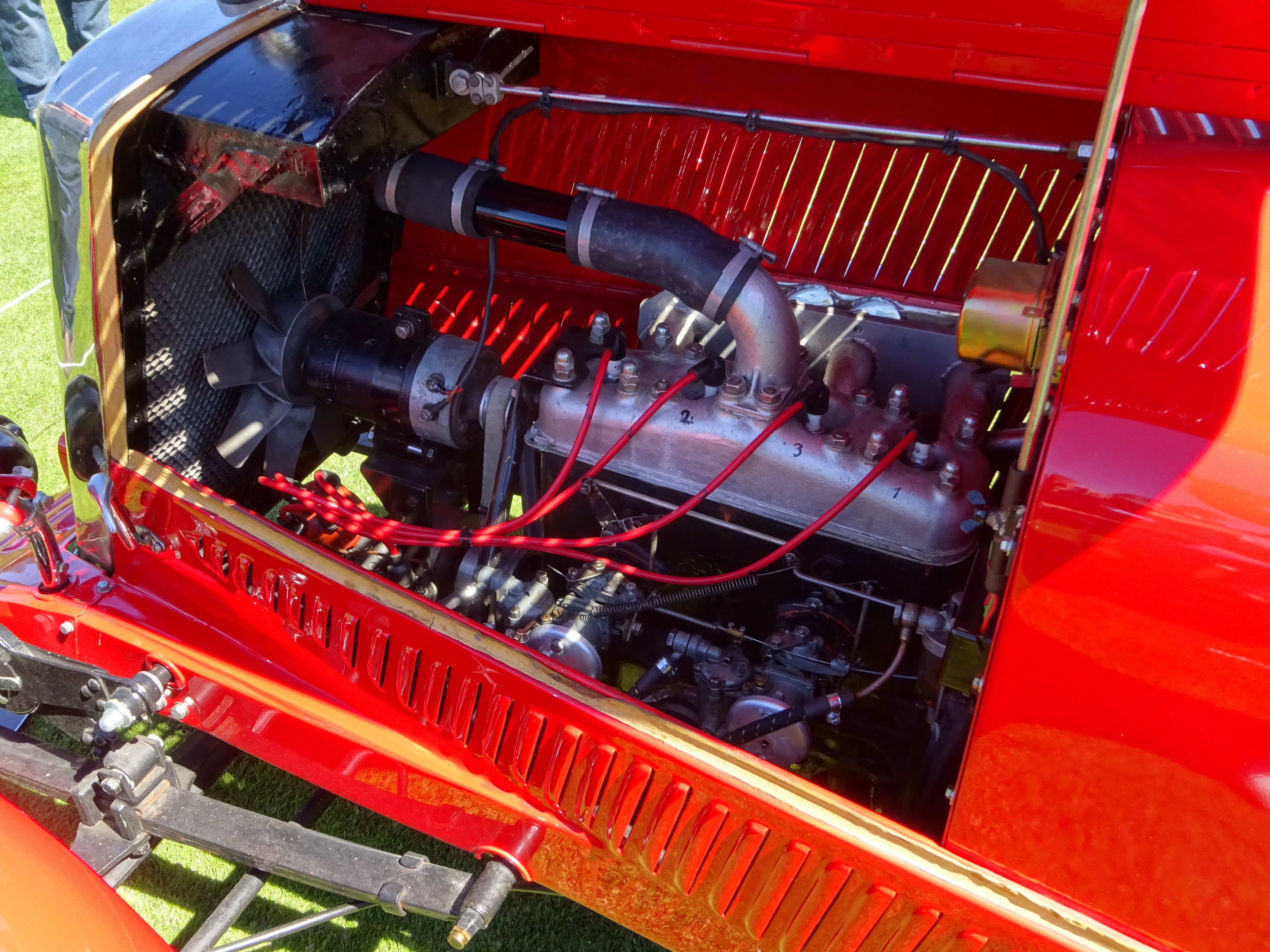
Zbrojovka Z 12 Sport (1927), řadový čtyřválec
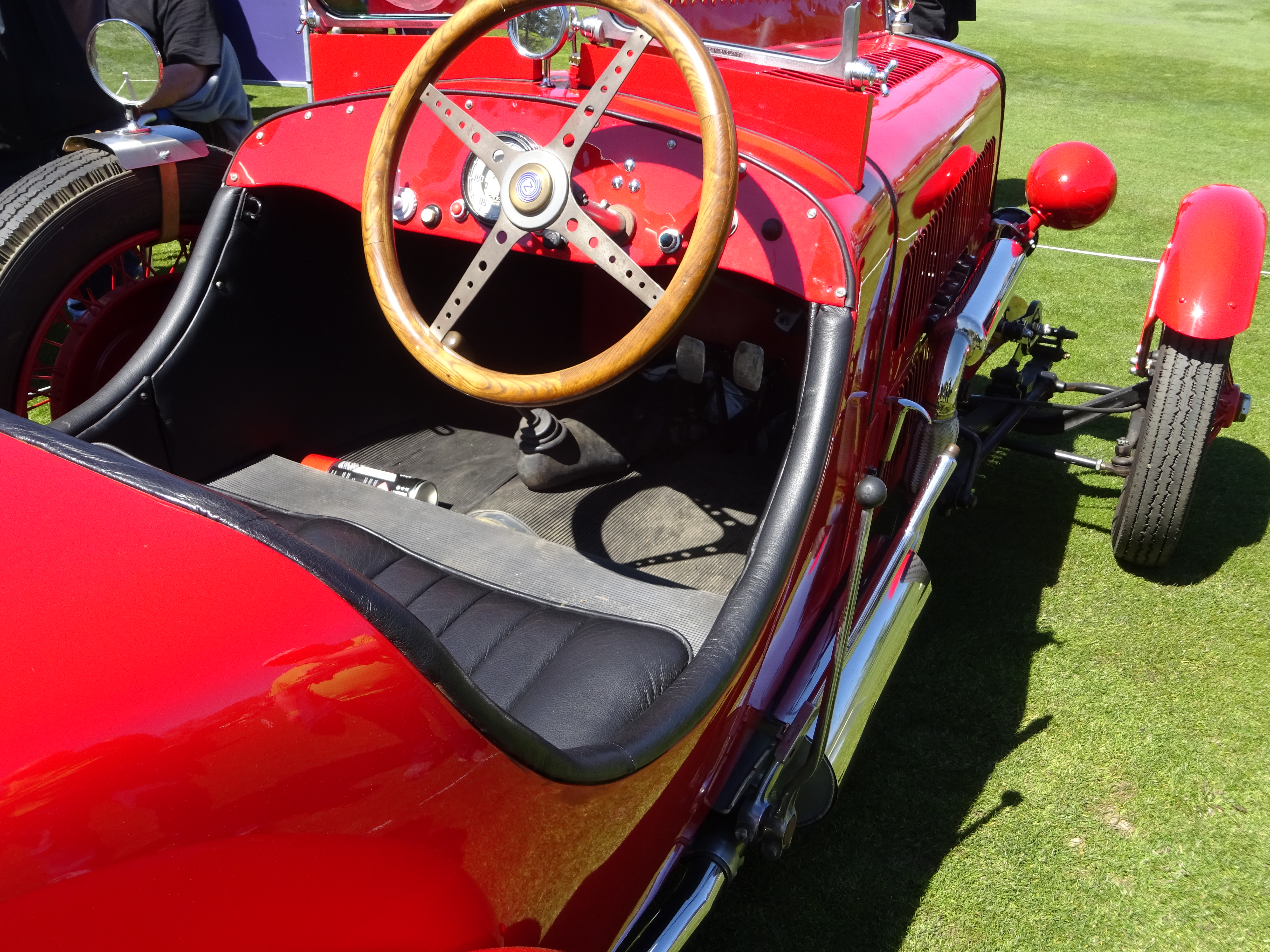
Zbrojovka Z 12 Sport (1927), kokpit
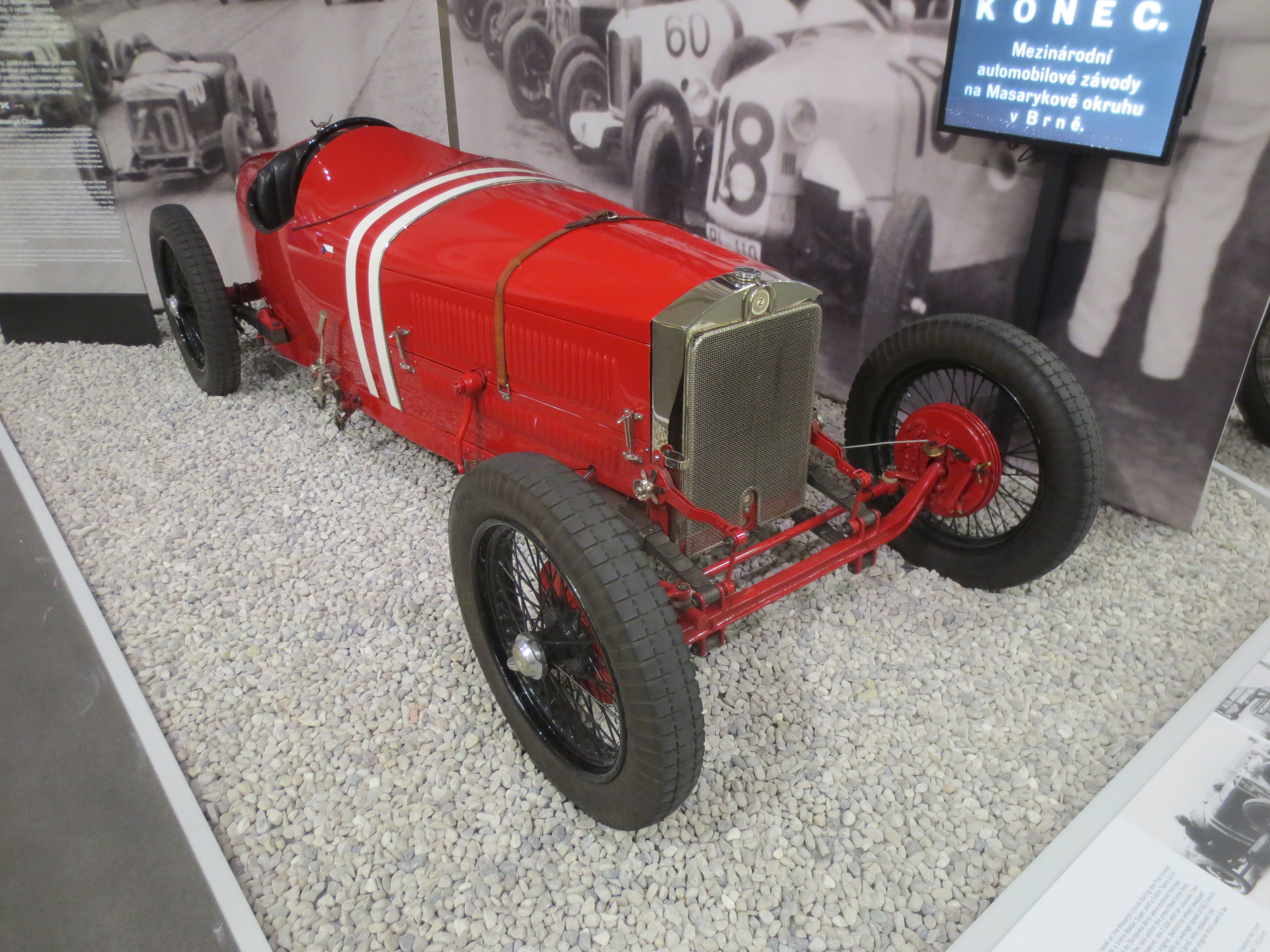
Zbrojovka Z-S30 na výstavě Vavříny s vůní bezínu (NTM 2021)
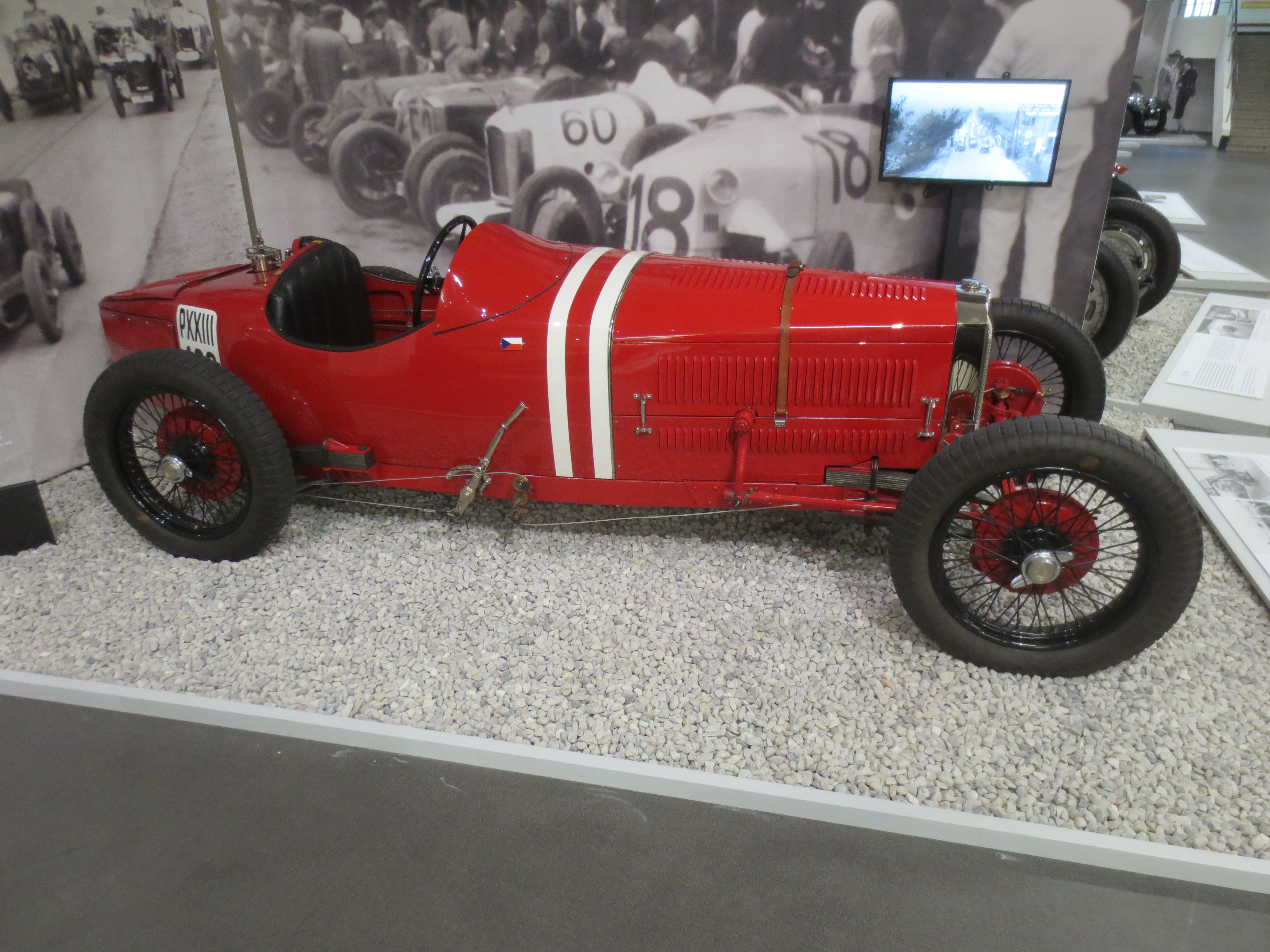
Zbrojovka Z-S30 s přeplňovaným dvouválcem (1930)
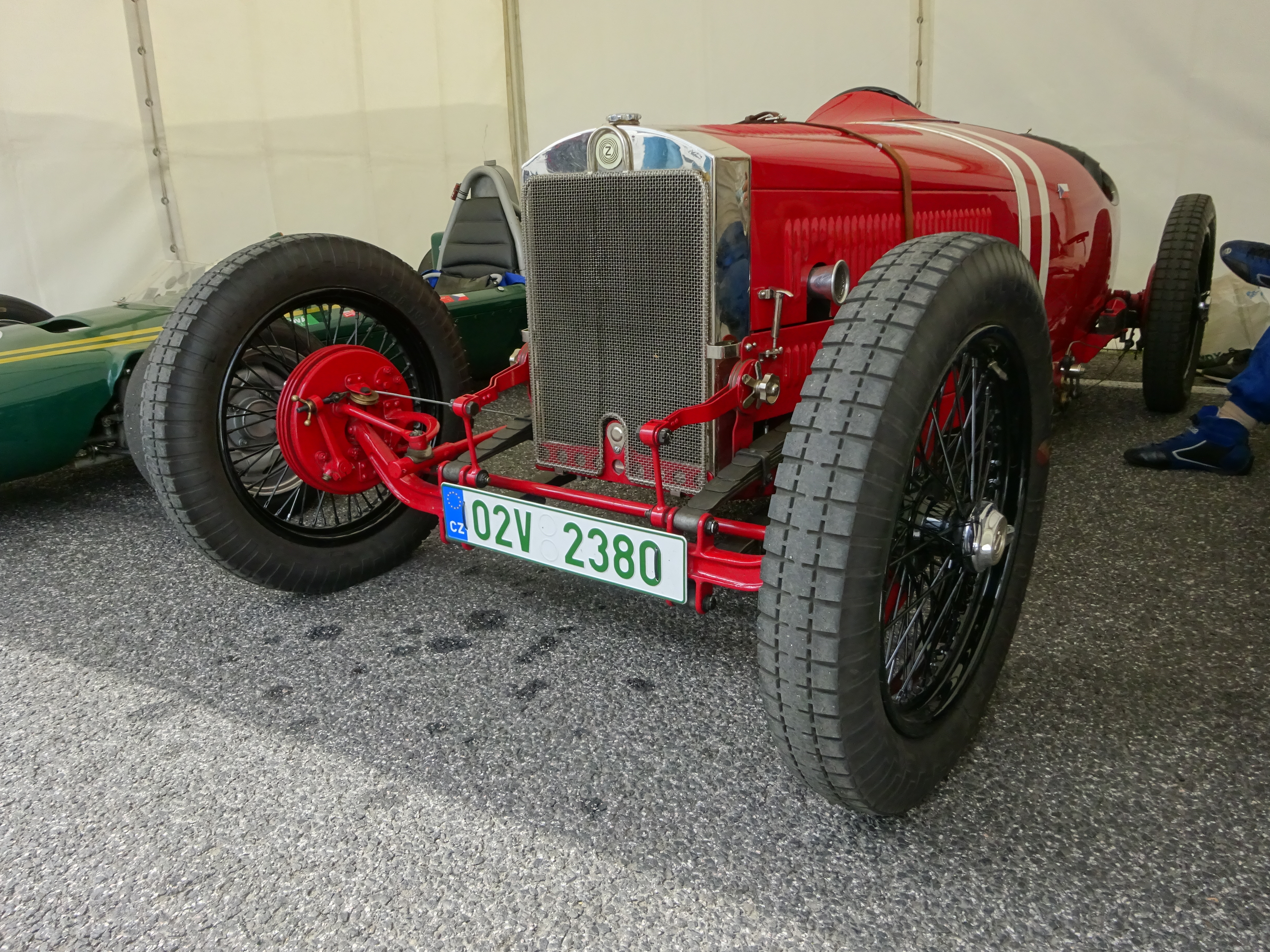
Zbrojovka Z-S30 s motorem Z 18 Sport (1927)
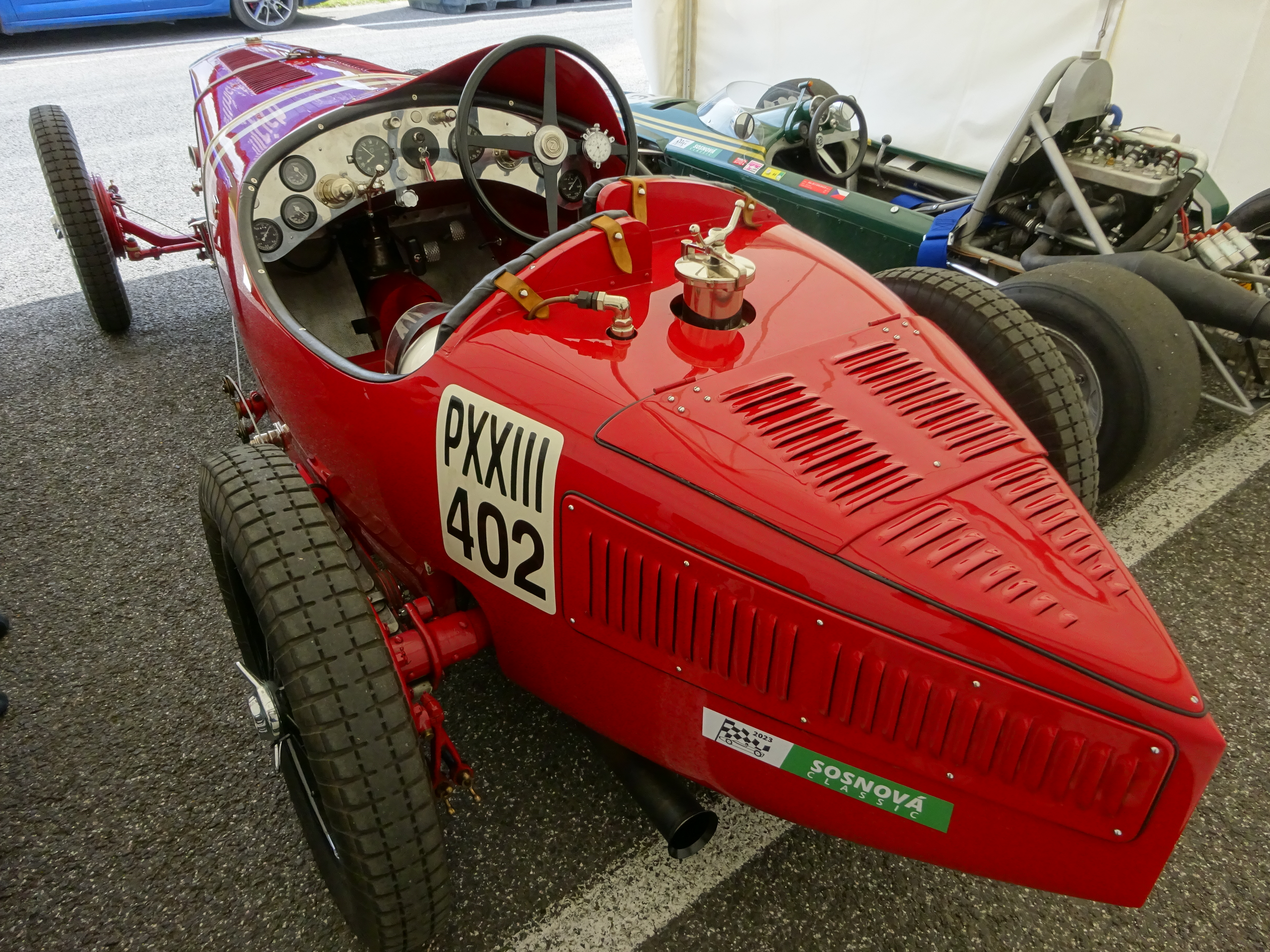
Vůz Z-S30 s motorem Z 18 Sport na Sosnová Classic 2023
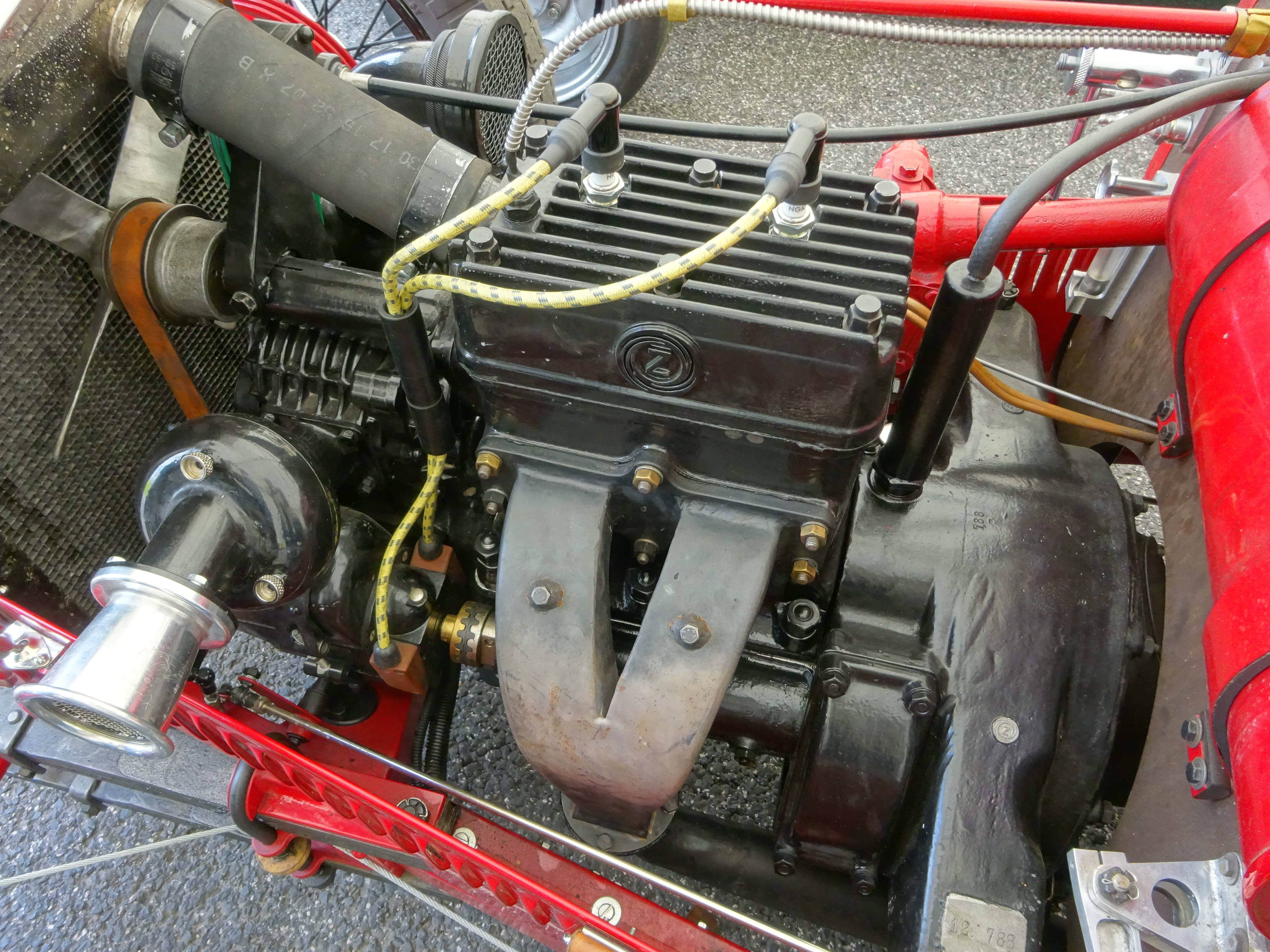
Dvouválcový motor Z 18 Sport s kompresorem Roots zastavěný do vozu Z-S30
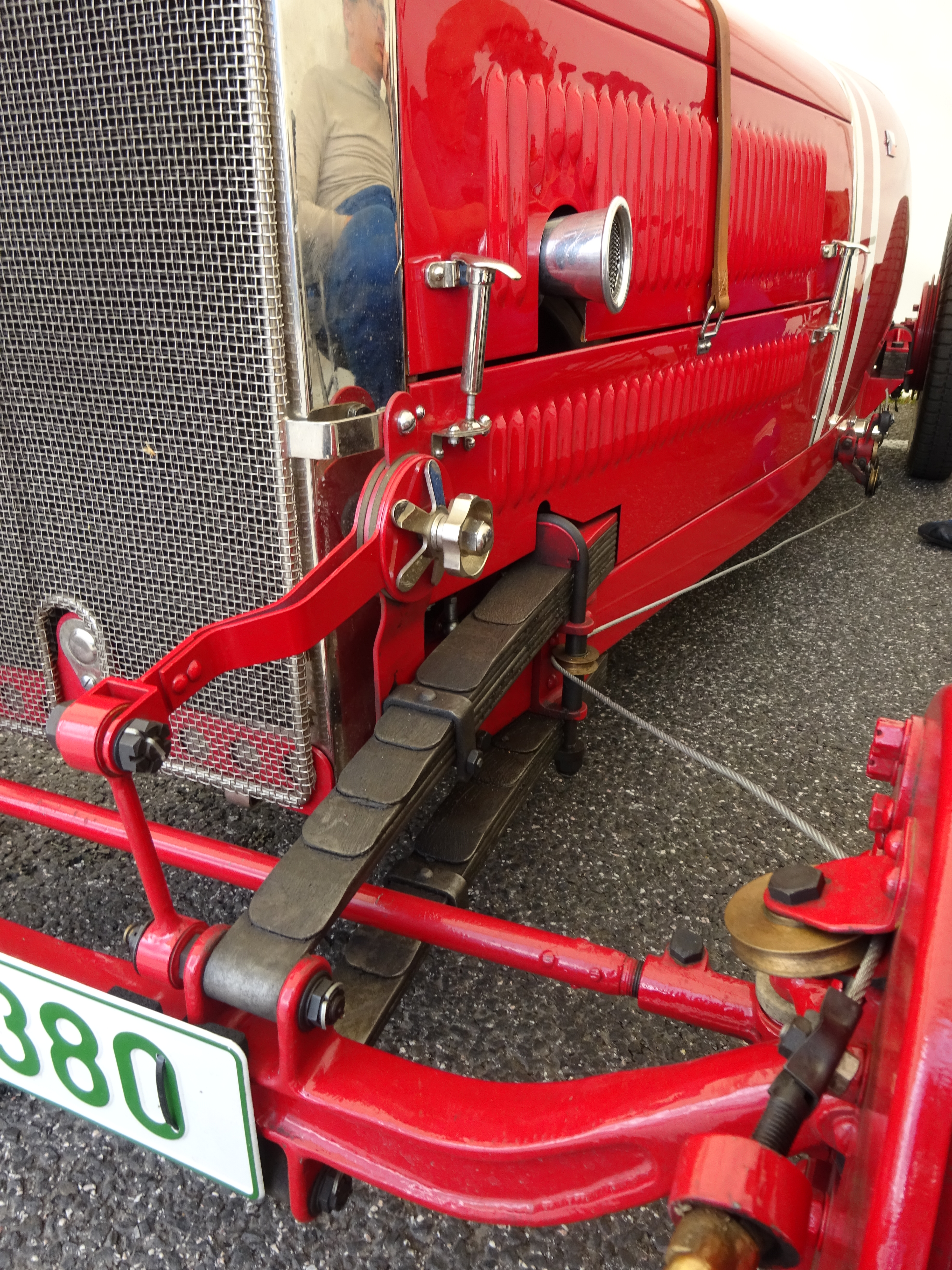
Přední náprava vozu Zbrojovka Z-S30
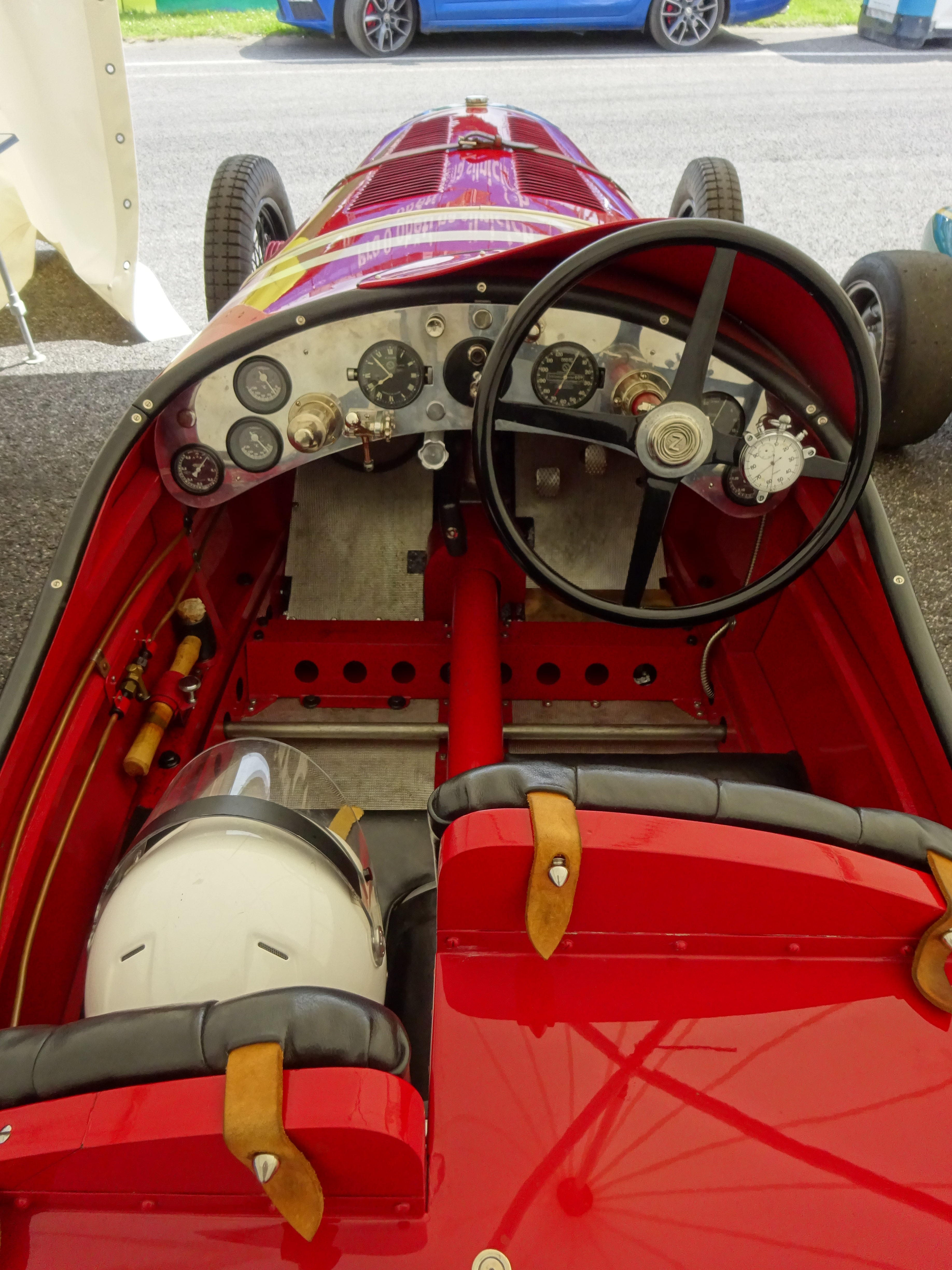
Kokpit vozu Z-S30 s motorem Z 18 Sport, Sosnová Classic 2023
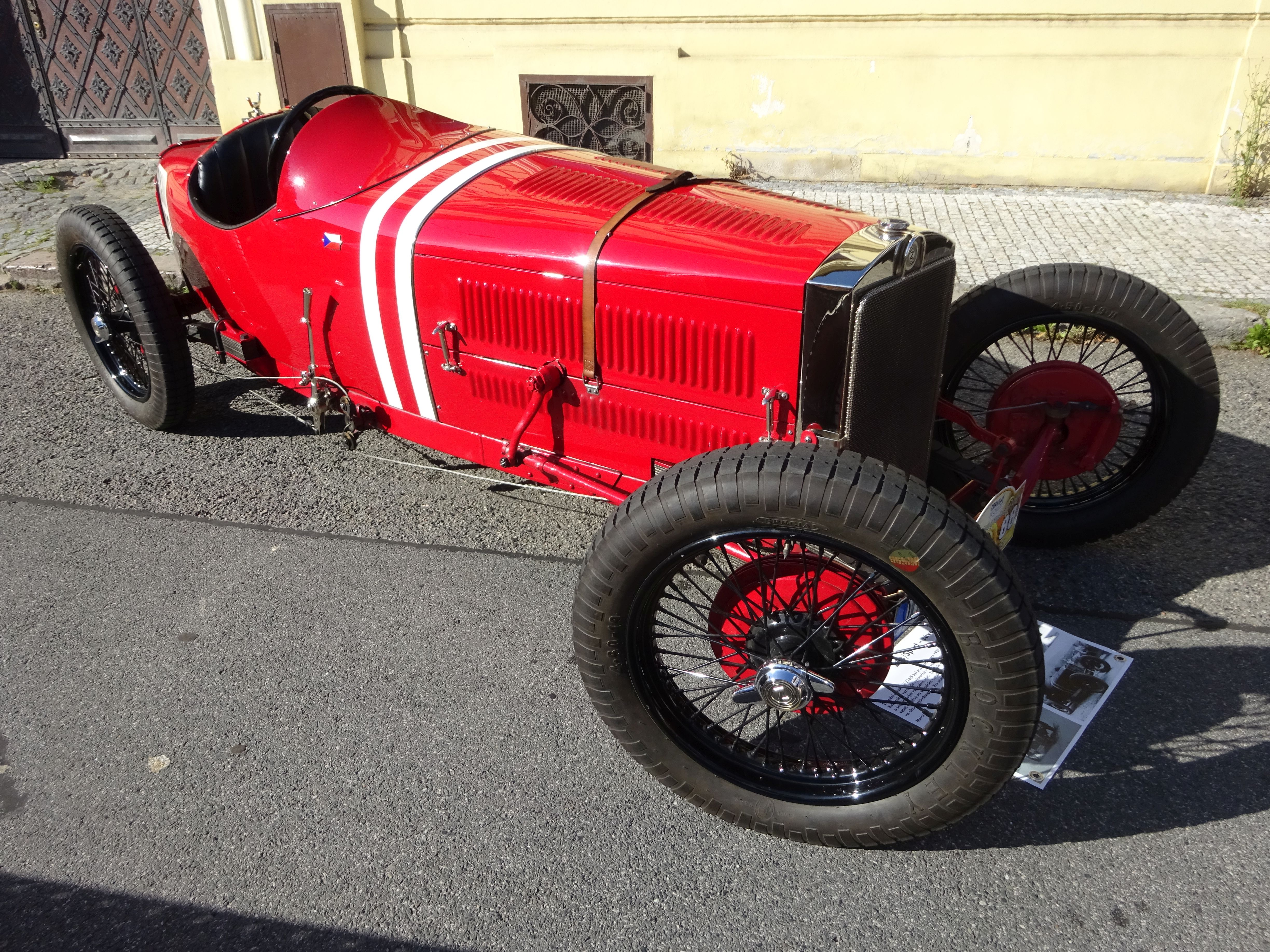
Zbrojovka Z-S30 s motorem Z 18 Sport před závodem Zbraslav-Jíloviště (2023)
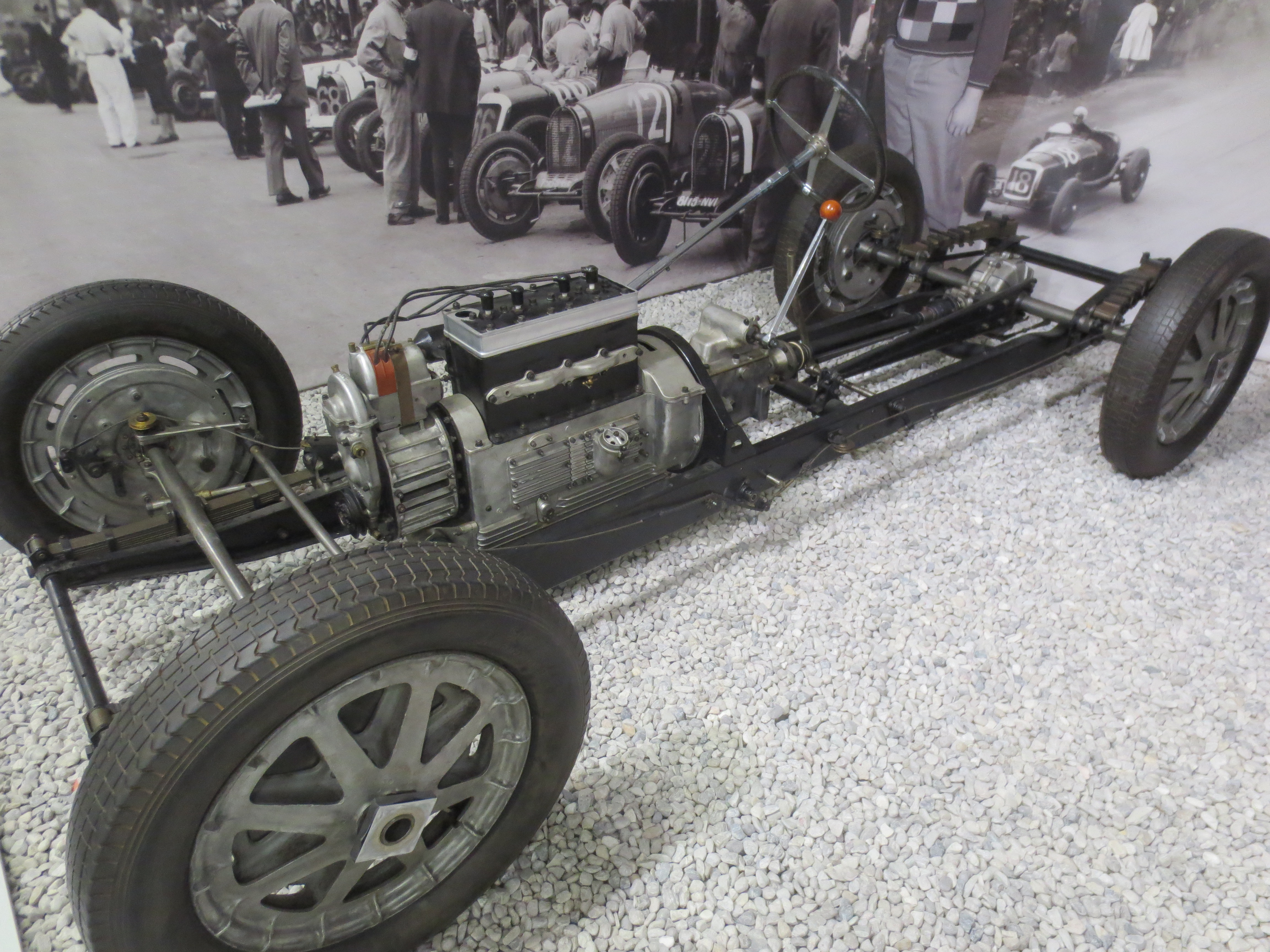
Zbrojovka Z-14, podvozek s motorem M15 (1931)
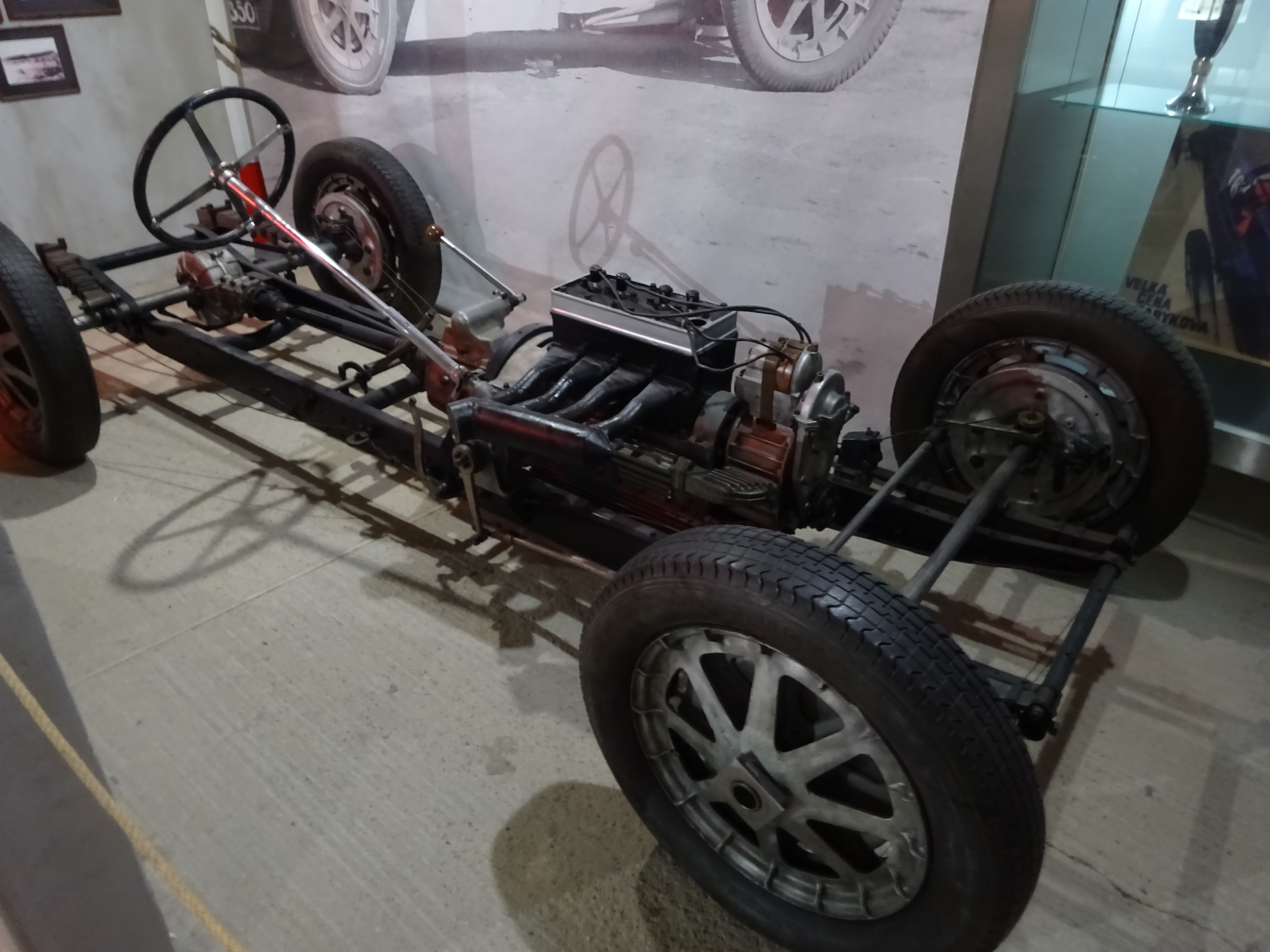
Zbrojovka Z-14, podvozek s motorem M15 (1931) v Technickém muzeu v Brně 2024
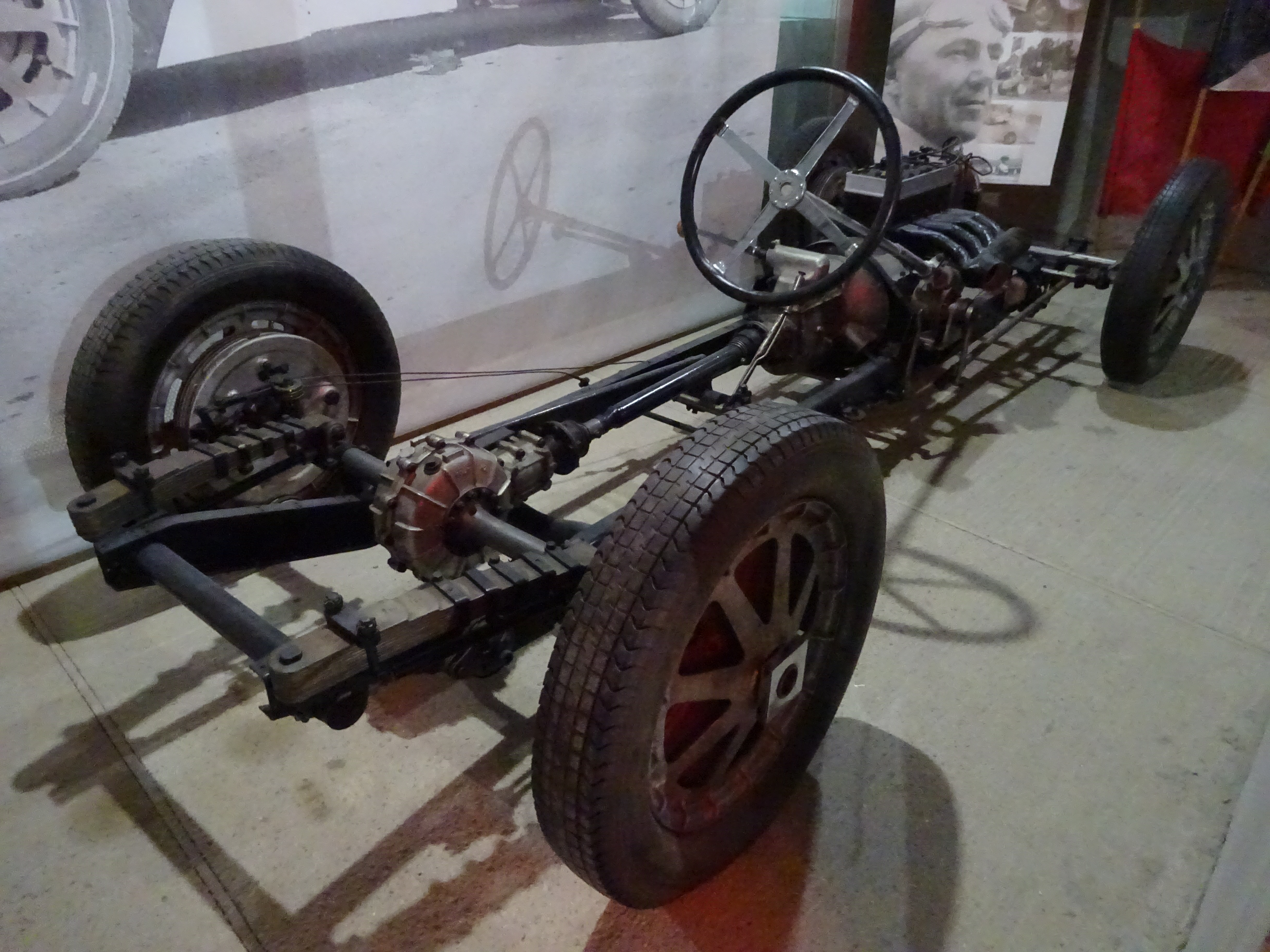
Zbrojovka Z-14, podvozek závodního vozu (1931) v TM v Brně 2024